# Homo novus
Homo novus (укр. Нова людина) — в Стародавньому Римі — іронічна, частіше зневажлива назва людини з незнатного і маловідомого роду або з плебеїв, яка обійняла посаду, що належала до вищої магістратури. Термін «нова людина» ніколи не вживався щодо патриціїв. Першою «новою людиною» в Римі у 366 до н. е. став перший консул з плебеїв Луцій Секстій Латеран.
Серед відомих «нових людей»  були Гай Марій, Марк Туллій Цицерон, Марк Порцій Катон Старший, Марк Агріппа, Гай Фламіній, Гней Маллій Максим, Гай Саллюстій.
При імперії у зв'язку з лібералізацією поглядів на знатність походження кількість «нових людей» зросла.